# والاس ويلسون غراهام
والاس ويلسون غراهام (بالإنجليزية: Wallace Wilson Graham)‏ هو محامي وسياسي أمريكي، ولد في 16 سبتمبر 1815، وتوفي في 13 أكتوبر 1898. حزبياً، نشط في الحزب الديمقراطي. وقد انتخب عضو جمعية ولاية ويسكونسن.